# Charles Le Brun
Charles Le Brun (Párizs, 1619. február 24. – Párizs, 1690. február 2.) francia festő, akadémiai rektor.

## Életpályája
Séguiez kancellár bőkezűsége folytán Vout iskoláját látogatta, azután pedig 200 tallér évi ösztöndíjjal 1642-től 1646-ig Rómában élt, ahol Nicolas Poussinnek volt tanítványa és rendkívüli lelkesedéssel tanulmányozta az ókori szobrokat. Hazatérése után főleg az ő érdeme, hogy a Francia Királyi Festészeti és Szobrászati Akadémia megalakult, amelynek előbb tanára, majd rektora és kancellárja, 1683-ban igazgatója, „a király első festője”, a királyi gobelingyár igazgatója lett. Amikor Louvois lépett Colbert helyébe a kormány élére, szerencsecsillaga letűnt. Nagy fal- és mennyezetfestményei közül a legfontosabbak: Héraklész története Lambert de Thorigny palotájában; mitológiai freskók a Vaux-le-Vicomte kastélyban; az Est és az Éjnek, a víz és a föld diadalának képei a Louvre Apolló-csarnokának mennyezetén, melynek díszítését csak 1851-ben fejezték be; végül a versailles-i kastélyban festett hatalmas dekoratív képei, amelyek elkészítésében tanítványai is segédkeztek és melyek közül legszebb a Napkirály életét ábrázoló kilenc nagy és 18 kisebb kép a nagy csarnok mennyezetén. Mint a királyi gobelingyár igazgatója festette talán legszebb képeit, amelyek falszőnyegek szövéséhez szolgáltak mintául. Olajfestmények: a Nagy Sándor életéből vett hatalmas, rendkívül stílszerű, dekoratív hatású képek; kartonok a XIV. Lajos francia király életéből vett képek, a királyi székhelyek, az Elemek, Évszakok. A vezetése alatt álló gyárban azonkívül az ő tervei szerint készítették a királyi háztartáshoz való legfényesebb bútorokat és eszközöket. A párizsi Notre Dame-, a Sorbonne-, Szt. Pál-, Szt. Sulpice-, a Szt. sír- és a Karmelita-templomot többé-kevésbé jól sikerült oltárképekkel látta el. Ezek jelenleg többnyire a Louvre-ban vannak. Festményei a külföldi gyűjteményekben ritkák. Nagy hatással volt André-Charles Boulle bútorasztalos-mester művészetére.

## Képeiből

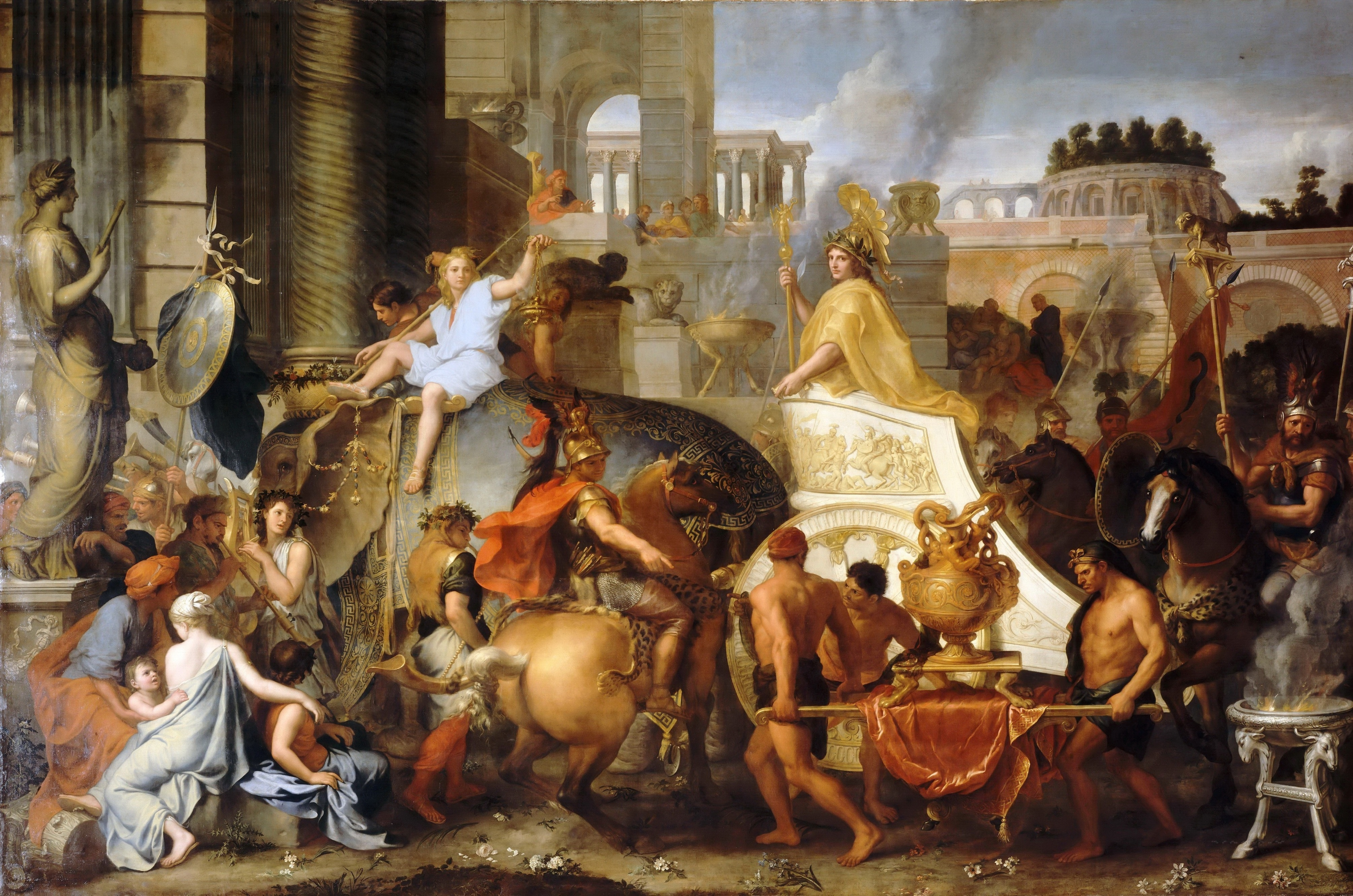
Nagy Sándor bevonulása Babilonba
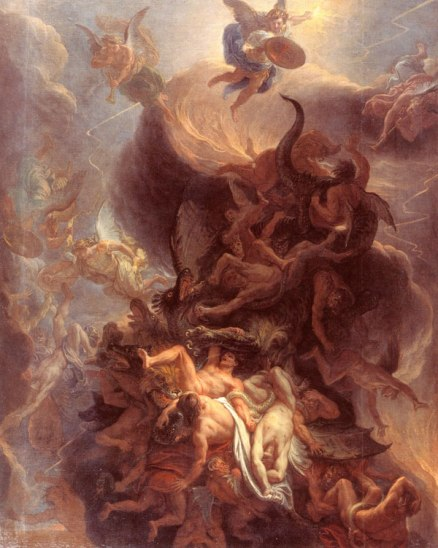
A lázadó angyalok bukása
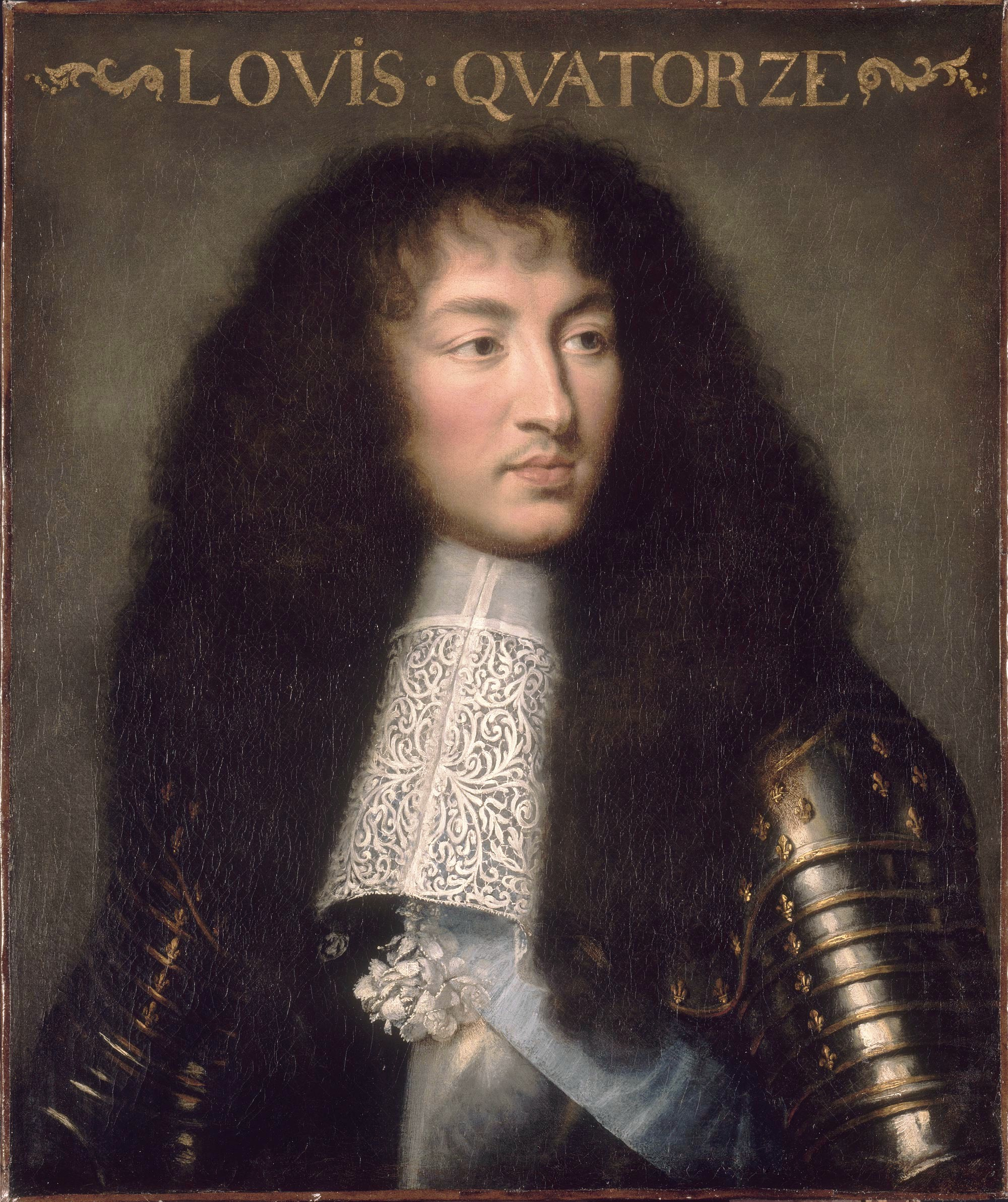
XIV. Lajos francia király portréja
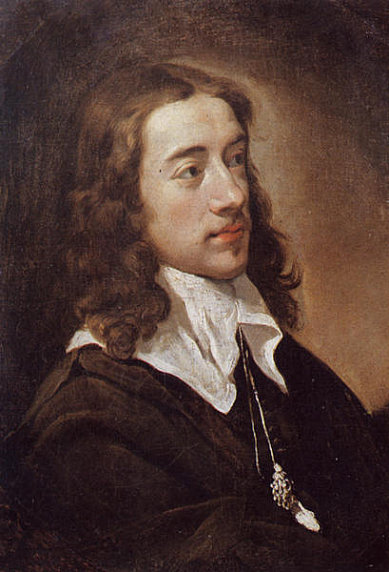
Louis Testelin portréja